# Candy/Molly’s Lips
«Candy»/«Molly’s Lips» — сплит-сингл американских гранж-групп The Fluid и Nirvana, вышедший в январе 1990 года на лейбле Sub Pop Records. Сингл включал в себя две live-версии следующих песен: «Candy», которую сыграли The Fluid, и «Molly’s Lips», кавер группы The Vaselines, который исполнила Nirvana.

## История песен
«Candy» впервые появилась на мини-альбоме Glue группы The Fluid, вышедшем в 1990 году. В 1993 году мини-альбом был переиздан на CD вместе с альбомом Roadmouth 1989 года.
Кавер на песню «Molly’s Lips» был записан группой Nirvana 9 февраля 1990 года на концерте в Pine Street Theatre в Портленде, штат Орегон. Сама песня была написана шотландской инди-поп-группой The Vaselines.

## Список композиций
1. The Fluid: «Candy» (Live)
2. Nirvana: «Molly’s Lips» (Live)